# پروسرتیوم گوگل
پروسرتیوم گوگل (به انگلیسی: Proceratium google)، همچنین مورچه گوگل نیز نامیده می‌شود، توسط برایان ال. فیشر حشره‌شناسِ فرهنگستان علوم کالیفرنیا در ماداگاسکار کشف شد. این مورچه شکمی با شکل عجیب دارد که برای شکارکردن غذای اختصاصی خود یعنی تخم عنکبوت سازگار شده‌است.
فیشر این مورچه را به افتخار شرکت سازنده موتور جستجو گوگل، گوگل نامید تا به خاطر نقش مفید گوگل ارث در تحقیقات خود به گوگل ادای احترام کند. او خود اینگونه بیان می‌کند:
برای پاسداشت از پشتیبانی شرکت گوگل نامگذاری شده، امیدوارم گوگل به استفاده از استعداد خود برای ارائه داده‌های مربوط به جامعه تنوع زیستی، برنامه ریزان حفاظت از محیط زیست و عموم مردم ادامه دهد. گوگل می‌توانست با ایجاد «Zoogle»، به دسترسی آزاد و دموکراتیک به داده‌های آرایه‌شناسی و تنوع زیستی گونه‌ها کمک کند. همچنین گمان می‌رود Proceratium google شکارچی انحصاری تخم عنکبوت‌ها باشد، به همین دلیل است که این مورچه به درستی به نام گوگل نامگذاری شده‌است – به دلیل توانایی شکار طعمه‌های مخفی. نام گونه هم که ترکیبی دلخواه است که باید به عنوان یک اسم در نظر گرفته شود «منظور ایشون ای هست که مشکلی ندارد که اسم گوگل رو روی گونه ای گذاشت».